# 加藤和
加藤 和（かとう いずみ、1990年3月24日 - ）は、日本の競泳選手。

## 経歴
福島県福島市出身。桜の聖母学院高校3年の時に短水路選手権400m個人メドレーで短水路高校新記録を樹立した。その後、桜の聖母短期大学から山梨学院大学に編入学すると、2010年の日本選手権では200m及び400m個人メドレーの両種目で優勝を果たした。アジア大会では200m個人メドレーで4位、400m個人メドレーで5位となった。2011年にはユニバーシアード200m個人メドレーで優勝を成し遂げた。2012年の日本選手権では、200m個人メドレーで2分11秒79の自己ベストで優勝して、2012年ロンドンオリンピック代表に選ばれた。5月のジャパンオープン200mメドレーリレーでは2分12秒57で優勝を飾った。

## 主な戦績
- 2005年 - 日本選手権　200mメドレー　6位　400mメドレー　8位
- 2005年 - インターハイ　200mメドレー　3位　400mメドレー　4位
- 2005年 - ジュニアオリンピック　200mメドレー　4位　400mメドレー　8位
- 2005年 - 国体　100mバタフライ　9位　200mメドレー　優勝
- 2006年 - 短水路選手権　200mメドレー　6位　400mメドレー　4位
- 2006年 - 日本選手権　200mメドレー　7位　400mメドレー　2位
- 2006年 - 国体　200mメドレー　優勝
- 2007年 - 短水路選手権　200mメドレー　2位　400mメドレー　優勝
- 2007年 - 日本選手権　200mメドレー　5位　400mメドレー　5位
- 2008年 - 短水路選手権　200mメドレー　2位　400mメドレー　優勝
- 2008年 - 日本選手権　200mメドレー　2位　400mメドレー　3位
- 2008年 - サンタクララ国際　200m平泳ぎ　優勝　200mメドレー　4位　400mメドレー　6位
- 2008年 - ジャパンオープン　200mメドレー　優勝　400mメドレー　優勝
- 2008年 - 国体　100m平泳ぎ　7位　200mメドレー　5位
- 2009年 - 短水路選手権　200mメドレー　4位　400mメドレー　3位
- 2009年 - 日本選手権　200mメドレー　3位　400mメドレー　4位
- 2009年 - 学生選手権　200mメドレー　5位　400mメドレー　6位
- 2009年 - 国体　200mメドレー　2位
- 2010年 - 短水路選手権　200mメドレー　2位　400mメドレー　優勝
- 2010年 - 日本選手権　200mメドレー　優勝　400mメドレー　優勝
- 2010年 - パンパシフィック選手権　200mメドレー　8位　400mメドレー　4位
- 2010年 - 国体　200mメドレー　2位
- 2010年 - ワールドカップ東京大会　100mバタフライ　2位　200mメドレー　2位　400mメドレー　2位
- 2010年 - アジア大会　200mメドレー　4位　400mメドレー　5位
- 2011年 - 競泳国際大会代表選手選考会　400mメドレー　2位
- 2011年 - ジャパンオープン　200mメドレー　優勝　400mメドレー　3位
- 2011年 - ユニバーシアード　200mメドレー　優勝　400mメドレー　4位
- 2011年 - 学生選手権　200mメドレー　優勝　400mメドレー　優勝
- 2011年 - 国体　200mメドレー　優勝
- 2012年 - 短水路選手権　200mメドレー　優勝　400mメドレー　4位
- 2012年 - 日本選手権　200mメドレー　優勝　400mメドレー　4位
- 2012年 - ジャパンオープン　200mメドレー　優勝
- 2012年 - セッテコリ杯　200mメドレー　優勝　400mメドレー　3位

## 自己ベスト
- 200m個人メドレー　2分11秒79
- 400m個人メドレー　4分39秒76